# Route allemande de l'horlogerie

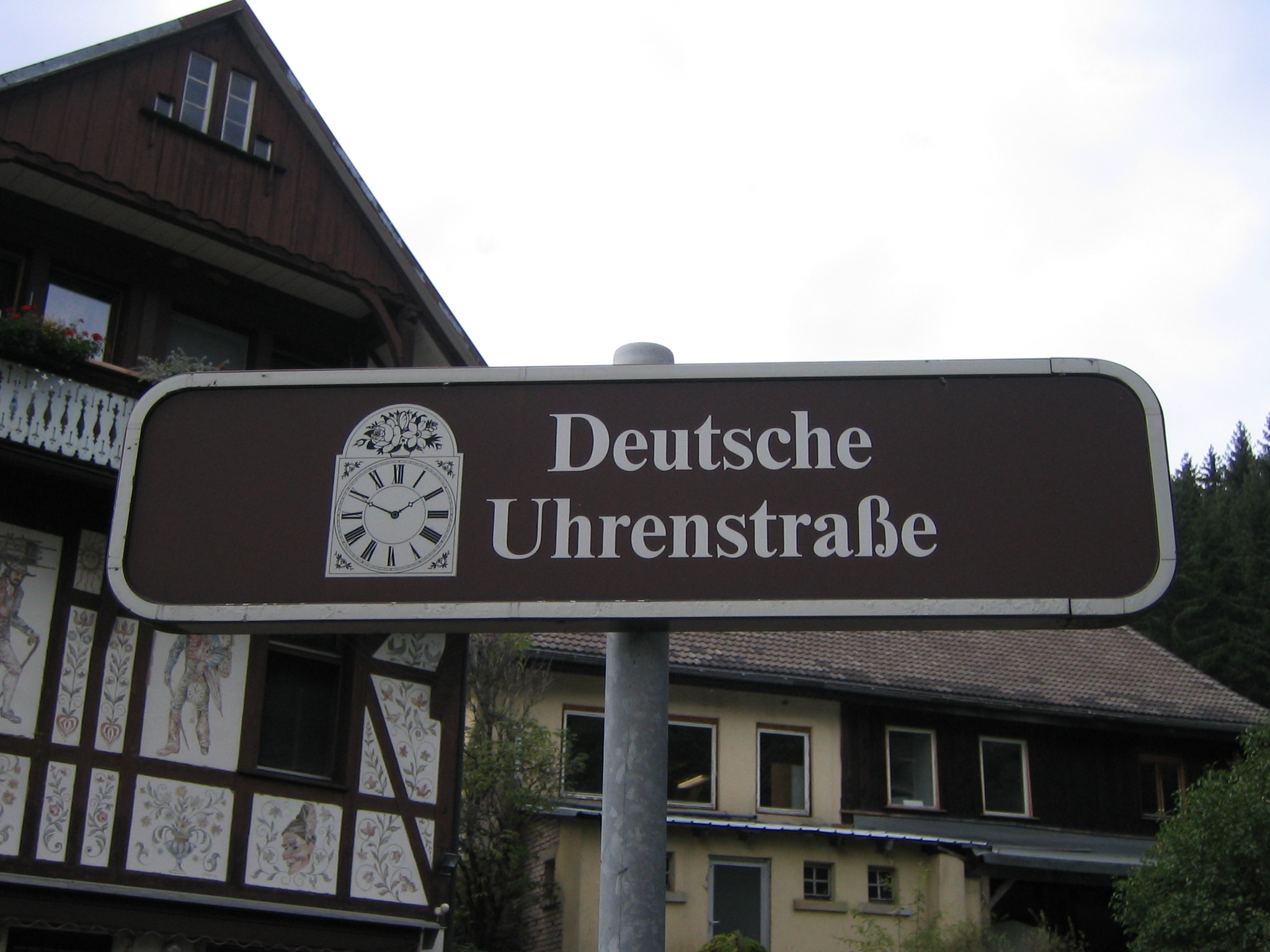
Panneau à Lenzkirch

La route allemande de l'horlogerie ou route horlogère allemande (allemand : Deutsche Uhrenstraße) est une route touristique qui part depuis la Forêt-Noire centrale et traverse la Forêt-Noire du Sud jusqu'à la région de Baar et relie ainsi les centres de fabrication d'horloges de la Forêt-Noire. Elle fait environ 320 kilomètres de long.

## Villes, villages et comtés
Les villes et villages le long de l'itinéraire (par ordre alphabétique) sont : Deißlingen, Eisenbach, Furtwangen, Gütenbach, Hornberg, Königsfeld, Lauterbach, Lenzkirch, Niedereschach, Rottweil, Schönwald, Schonach, Schramberg, Simonswald, St. Georgen, St. Märgen, St. Peter, Titisee-Neustadt, Triberg, Trossingen, Villingen-Schwenningen, Vöhrenbach, Waldkirch.
Les arrondissements traversés par la route allemande de l'horlogerie sont :  Forêt-Noire-Baar, Brisgau-Haute-Forêt-Noire, Rottweil, Tuttlingen, Emmendingen et Ortenau.

## Attractions sur le trajet

### Sur le thème de l'horloge

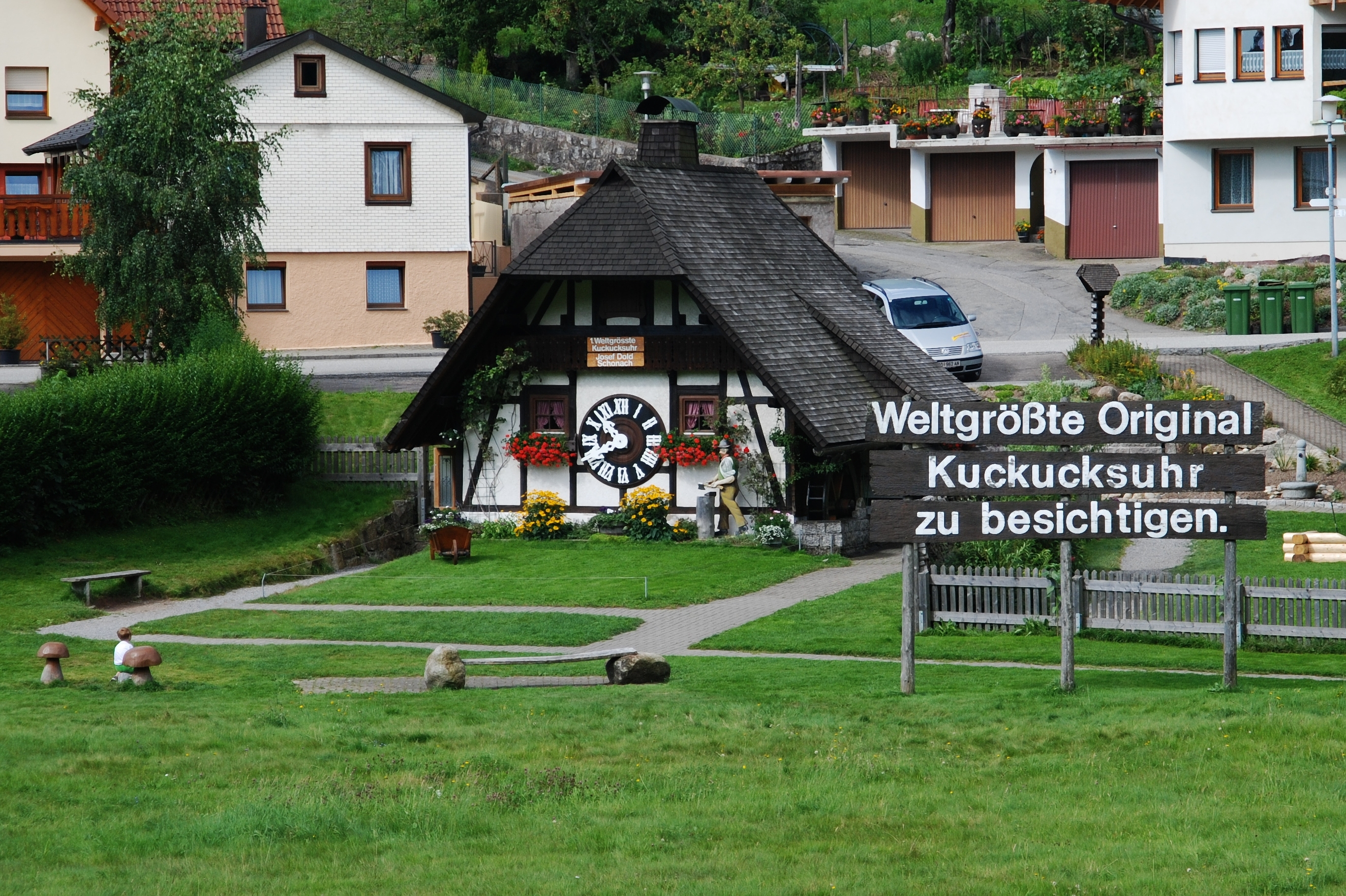
L'une des plus grandes horloges à coucou du monde à Schonach

- Musée allemand de l'horloge à Furtwangen im Schwarzwald avec la plus grande collection d'horloges d'Allemagne
- Musée de l'horlogerie à Villingen-Schwenningen qui se concentre sur l'histoire de la fabrication d'horloges
- La plus grande horloge à coucou du monde à Schonach im Schwarzwald
- Musée du village de Gütenbach avec de nombreuses horloges de fabricants locaux
- Musée de l'Abbaye de St. Märgen, qui décrit le développement de l'horloge de la Forêt-Noire et des marchands d'horloges de la Forêt-Noire à l'étranger
- ErfinderZeiten, musée qui décrit le monde de l'horlogerie automobile avec un accent sur l'usine d'horlogerie Schramberg de Junghans ainsi que sur le développement de l'industrie horlogère de la Forêt-Noire en général [3]

### Autres attractions
- Les cascades de Triberg, avec certaines des plus hautes et plus connues cascades d'Allemagne
- Ligne de la Forêt-Noire, un chemin de fer de montagne avec 40 tunnels
- Titisee, le plus grand lac naturel de la Forêt Noire
- Églises et abbayes baroques à St. Märgen et St. Peter
- Musée allemand de l'harmonica à Trossingen

## Littérature
- Rüdiger Gramsch : Wo die Stunde schlägt. Mit Hansy Vogt unterwegs auf der Deutschen Uhrenstraße. Silberburg Verlag GmbH, Tübingen 2017. (ISBN 978-3-8425-2010-3)